# Metrovías
Metrovías S.A. é uma empresa argentina, concessionária do serviço de passageiros do Ferrocarril General Urquiza da rede ferroviária argentina. Foi integrante de da empresa UGOFE, que administrou provisoriamente (em caráter emergencial) a prestação de serviços de passageiros dos Ferrocarril General San Martín, Ferrocarril Belgrano Sur e Ferrocarril General Roca. Também foi a operadora do Metro de Buenos Aires entre 1994 e 2021. De caráter privado, 90% de suas ações pertencem ao grupo Roggio.

## História
No início da década de 1990, o presidente argentino Carlos Saúl Menem iniciou um processo de privatização das empresas estatais.
Mediante o Art. 13 do decreto 2074/90, expedido em 3 de outubro de 1990, a concessão de exploração dos servíços prestados pela empresa Subterráneos de Buenos Aires S.E. (SBASE). Mediante este decreto firmado pelo poder executivo nacional foram concedidas as lnhas de metrô, VLT e do serviço de subúrbios do Ferrocarril General Urquiza ao consórcio Metrovías (formado pelas empresas Benito Roggio e hijos S.A, Cometrans S.A., Burlington Northern RR. Co., Morrison Knudsen Corporation Inc. e S.K.F. SACCIFA) que começou a operar toda a rede do metrô em 1 de janeiro de 1994, quando terminou a administração da empresa estatal Subterráneos de Buenos Aires (SBASE), de propriedade do governo da cidade de Buenos Aires e da linha de subúrbios do Ferrocarril Urquiza, administrados provisóriamente pelos Ferrocarriles Metropolitanos Sociedad Anónima (FEMESA) e anteriormente pelos Ferrocarriles Argentinos até sua privatização.
Em 2004 o estado nacional argentino cancelou a concessão do consórcio Metropolitano sobre o Ferrocarril General San Martín por má prestação de serviços. Para operar essa linha emergencialmente, foi criada a Unidad de Gestión Operativa Ferroviaria de Emergencia (UGOFE), que iniciou a administração do serviço em 7 de janeiro de 2005. A UGOFE é formada pelo estado nacional, Metrovías e as demais concessionárias das restantes linhas de subúrbios da grande Buenos Aires: Ferrovías e Trenes de Buenos Aires (TBA).
Em 22 de maio de 2007, o consórcio Metropolitano também teve cancelados os contratos de concessão das linhas Belgrano Sur e Roca. Desde então a UGOFE assumiu a concessão emergencial da operação das linhas graças aos decretos 591/2007 e 592/2007.
Em dezembro de 2021, a empresa deixou de operar o Metro de Buenos Aires, que passou a ser controlado pela Emova Movilidad, também do grupo Roggio.

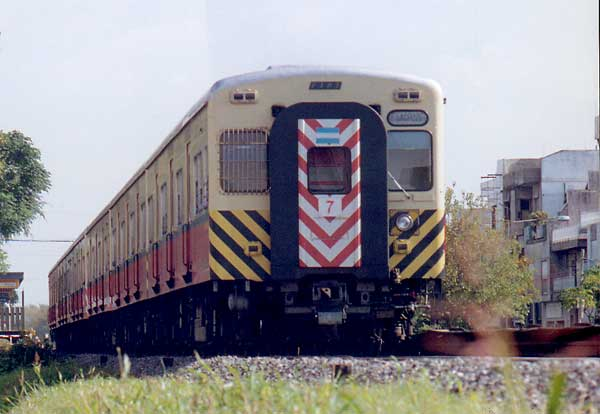
Trem do Ferrocarril Urquiza

## Críticas e controvérsias
Durante a sua concessão, a grande quantidade de problemas na manutenção do serviço e do material rodante prejudicou os usuários do Metro de Buenos Aires. A exigência dos trabalhadores do setor de manutenção do metrô em relação aos trens circularem em formações que cumpram as normas de segurança ferroviária e aos níveis de manutenção obrigou o defensor público Eduardo Mondino a criar, em setembro de 2007, uma comissão tripartite para solucionar este problema.
Nesse período, houve também denúncias dos usuários contra a empresa por má prestação de serviços em relação aos aumentos das tarifas.[carece de fontes?]